# Fritz Dahlem
Fritz Dahlem (* 21. Juni 1921 in Bad Dürkheim; † 9. Februar 2013 in Mainz) war ein deutscher Politiker (FDP).

## Leben und Beruf
Nach einem Studium der Rechtswissenschaften an der Ludwig-Maximilians-Universität München und der Ruprecht-Karls-Universität Heidelberg ließ sich Fritz Dahlem 1951 als Rechtsanwalt in Mainz nieder. Bereits im nächsten Jahr zog er erstmals als ehrenamtlicher Beigeordneter in die Stadtverwaltung, damals noch am Pulverturm, ein.
Als Verwaltungsdirektor wechselte er 1961 hauptamtlich in die Stadtverwaltung. Bei den Bürgermeisterwahlen 1965 wurde der langjährige Verwaltungsdirektor zum hauptamtlichen Beigeordneten als Mitglied des Stadtvorstandes unter Oberbürgermeister Jockel Fuchs gewählt. Ihm wurde die Funktion des Liegenschaftsdezernenten zugewiesen. Dieses Amt war maßgeblich bei der Ansiedlung noch heute für Mainz bedeutsamer Unternehmen wie IBM und dem Umzug des ZDF auf den Lerchenberg beteiligt. Städtebaulich bedeutsame Projekte waren die Neubebauung des Brandareals und der Bau des Mainzer Rathauses. Die hauptamtliche Bürgermeisterposition hatte Dahlem bis 1977 inne, danach war er noch bis 1979 ehrenamtlicher Beigeordneter und nahm seine rechtsanwaltliche Tätigkeit wieder auf.
Dahlem war verheiratet und hatte zwei Töchter. Er lebte in Mainz-Oberstadt.

## Schriften
- Die Fassaden der Markthäuser. Ihre Wiederherstellung in den Stilformen des alten Mainz, in: Mainz – Vierteljahreshefte für Kultur, Politik, Wirtschaft, Geschichte. Hrsg. v. d. Stadt Mainz, Verlag Dr. Hanns Krach, Mainz 1984, ISSN 0720-5945

## Ehrungen
- Bundesverdienstkreuz am Bande (15. Februar 1977)[3]
- Bundesverdienstkreuz 1. Klasse (3. Juni 1981)[3]
- Ehrenring der Stadt Mainz